# Northam Shire
Northam Shire är en kommun i Australien. Den ligger i delstaten Western Australia, omkring 80 kilometer öster om delstatshuvudstaden Perth. Antalet invånare var 11 112 vid folkräkningen 2016.
Följande samhällen finns i Northam:
- Northam
- Wundowie
- Grass Valley
- Clackline
- Southern Brook
- Spencers Brook